# George Jackson (Politiker)
George Jackson (* 9. Januar 1757 im Cecil County, Province of Maryland; † 17. Mai 1831 in Zanesville, Ohio) war ein US-amerikanischer Politiker. Zwischen 1795 und 1803 vertrat er zwei Mal den Bundesstaat Virginia im US-Repräsentantenhaus.

## Werdegang
George Jackson war der Vater der Kongressabgeordneten John George Jackson (1777–1825) und Edward B. Jackson (1793–1826). Er wuchs während der britischen Kolonialzeit auf. Im Jahr 1769 zog er nach Jacksons Fort im heutigen West Virginia. Er schloss sich der amerikanischen Revolution an und nahm als Oberst am Unabhängigkeitskrieg teil. Nach einem anschließenden Jurastudium und seiner 1784 erfolgten Zulassung als Rechtsanwalt begann er in Clarksburg in diesem Beruf zu arbeiten. Dort war er im Jahr 1784 auch Friedensrichter. Gleichzeitig begann er eine politische Laufbahn. Zwischen 1785 und 1791 sowie nochmals im Jahr 1794 saß er im Abgeordnetenhaus von Virginia. Im Jahr 1788 war er Delegierter auf der Versammlung, auf der der Staat Virginia die Verfassung der Vereinigten Staaten ratifizierte. In den 1790er Jahren schloss er sich der von Thomas Jefferson gegründeten Demokratisch-Republikanischen Partei an.
Bei den Kongresswahlen des Jahres 1794 wurde Jackson im dritten Wahlbezirk von Virginia in das US-Repräsentantenhaus gewählt, wo er am 4. März 1795 die Nachfolge von Joseph Neville antrat. Bis zum 3. März 1797 konnte er zunächst eine Legislaturperiode im Kongress absolvieren. Danach fiel sein Mandat an James Machir von der Föderalistischen Partei. Bei den Wahlen des Jahres 1798 konnte er sein Mandat zurückgewinnen und nach einer Wiederwahl im Jahr 1800 bis zum 3. März 1803 zwei weitere Amtszeiten im Kongress verbringen. In dieser Zeit wurde die neue Bundeshauptstadt Washington, D.C. bezogen.
1802 verzichtete Jackson auf eine weitere Kandidatur. Um das Jahr 1806 zog er nach Zanesville in Ohio, wo er sich in der Landwirtschaft betätigte. Zwischen 1809 und 1812 war er Abgeordneter im Repräsentantenhaus von Ohio; von 1817 bis 1819 gehörte er dem dortigen Staatssenat an. George Jackson starb am 17. Mai 1831 in Zanesville.